# ZNF330
ZNF330‏ (Zinc finger protein 330) هوَ بروتين يُشَفر بواسطة جين ZNF330 في الإنسان.